# Колумбус (фильм)
«Колумбус» (англ. Columbus) — дебютный полнометражный кинофильм режиссёра и сценариста Когонады, вышедший на экраны в 2017 году.

## Сюжет
40-летний кореец Чжин приезжает в небольшой городок Колумбус в штате Индиана, где случилось несчастье с его отцом — известным исследователем архитектуры. Не желая сидеть в больнице с отцом, ставшим ему уже чужим человеком, Чжин слоняется по улицам. Однажды он встречает юную сотрудницу библиотеки Кейси, которая решает показать новому знакомому свои самые любимые здания Колумбуса, славящегося модернистской архитектурой. Рассматривая постройки, герои получают возможность по-новому выразить своё эмоциональное состояние и пережить свои семейные проблемы.

## В ролях
- Джон Чо — Чжин
- Хейли Лу Ричардсон — Кейси
- Паркер Поузи — Элеанор, ассистент отца Чжина
- Мишель Форбс — Мария, мать Кейси
- Рори Калкин — Гэбриел, коллега Кейси
- Эрин Аллегретти — Эмма, подруга Кейси
- Шани Сэльерс Стайлз — Ванесса, коллега Марии

## Награды и номинации
- 2017 — приз за лучший фильм на кинофестивале в Любляне.
- 2017 — номинация на приз за лучший дебютный фильм на Лондонском кинофестивале.
- 2017 — номинация на приз зрительских симпатий в категории «Best of Next!» на кинофестивале Санденс.
- 2017 — участие в конкурсных программах кинофестивалей в Мар-дель-Плата, Роттердаме, Сиэтле, Тайбэе.
- 2017 — 4 номинации на премию «Готэм»: лучший сценарий (Когонада), лучшая женская роль (Хейли Лу Ричардсон), режиссёрский прорыв (Когонада), приз зрительских симпатий[2].
- 2018 — 3 номинации на премию «Независимый дух»: лучший дебютный фильм, лучший дебютный сценарий (Когонада), лучшая операторская работа (Элайша Кристиан)[3].